# Ayene
Ayene ist ein Ort und ein Verwaltungsbezirk in Äquatorialguinea. Im Jahre 2008 hatte der Bezirk eine Bevölkerung von 3482 Personen.

## Lage
Der Ort befindet sich in der Provinz Wele-Nzas auf dem Festlandteil des Staates. Er liegt nordwestlich von Añisoc an der Route in die Nachbarprovinz Kié-Ntem.

## Klima
In der Stadt, die sich nah am Äquator befindet, herrscht tropisches Klima.